# Pianoconcert (L. Anderson)
Leroy Anderson componeerde zijn enige Pianoconcert in C majeur in de zomer van 1953. Hij gaf zelf de première van het werk met Eugene List achter de piano, plaats van handeling Cleveland.
Het pianoconcert vormt qua titel een buitenbeentje in het oeuvre van deze componist. Anderson componeerde vaak lichte muziek en de titels van zijn werken gaven vaak al een duiding van wat zou komen. De serieuze titel Pianoconcert dekt de lading niet helemaal. Het is wel geschreven in de klassieke traditie (Anderson kreeg een klassieke opleiding van onder meer Walter Piston):
1. Allegro moderato
2. Andante
3. Allegro vivo.

De muziek is echter te vergelijken met bijvoorbeeld zijn populaire Bugler’s Holiday, binnen de lichte muziek een van de meest technische werken. Anderson speelde het in 1954 nog een keer, maar bleef ontevreden over dit concert. Het verdween in de kast. Zelfs op zijn oeuvrelijst die in 1970 verscheen kwam het werk niet voor. In 1989 komt door toestemming van zijn weduwe het pianoconcert ineens bovendrijven en wordt in zijn laatste versie (zoals de componist het achterliet) vanaf die tijd vaker gespeeld dan in de tijd van componeren. Het wordt in de 21e eeuw beschouwd als een van de meest verfijnde door Amerikaanse componisten geschreven pianoconcerten.

## Bron en discografie
- Uitgave Naxos: BBC Concert Orchestra o.l.v. Leonard Slatkin met Jeffrey Biegel.